# Peter Bossu

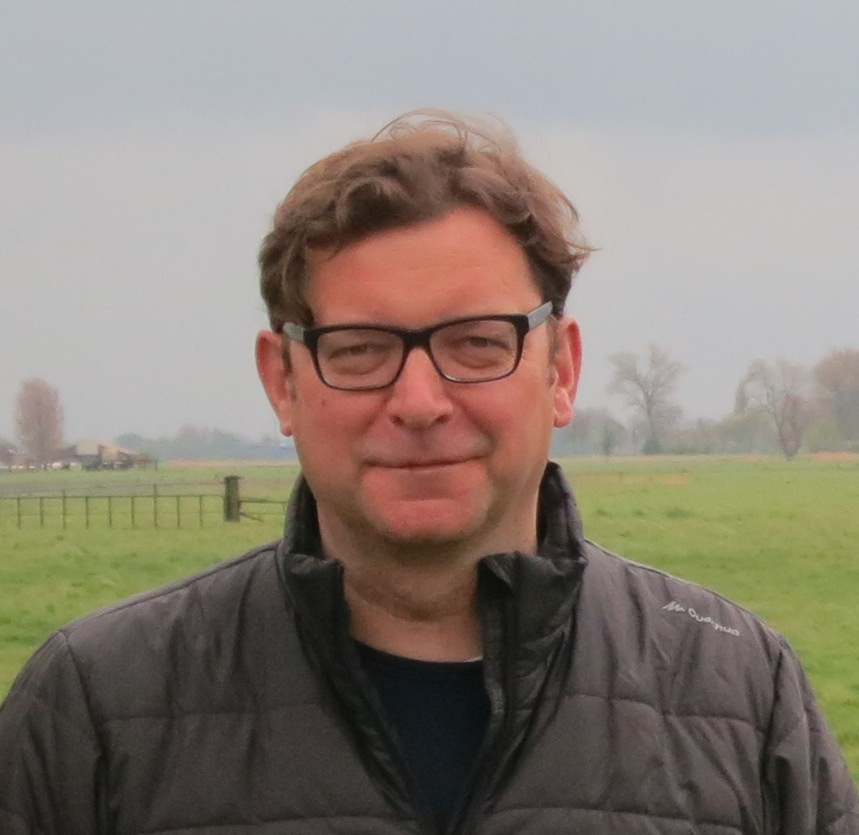
Peter Bossu

Peter Bossu (Torhout, 27 juni 1965) is een Belgisch politicus, natuurbeschermer en schrijver.

## Natuur en milieu
Peter Bossu heeft vele functies vervuld in natuur- en milieugroepen. Zo was hij in Lichtervelde actief in de plaatselijke milieugroep en betrokken bij de actie Een nieuw bos voor Lichtervelde die er toe leidde dat de Huwynsbossen werden aangelegd. Vervolgens was hij van 1987 tot 1995 beleidsmedewerker en West-Vlaams coördinator bij BNVR/Natuurreservaten vzw waar hij zich onder meer bezig hield met de kust, de IJzervallei en de IJzermonding, landbouw en milieu, duurzame ontwikkeling en verschillende bosgebieden zoals in Het Heuvelland.
Ook was Bossu betrokken bij SOS Kustpolders, Natuurpunt De Bron, schreef hij opiniestukken voor diverse regionale milieu- en natuurtijdsschriften, werkte hij mee aan het beheerplan voor de Westkustpolders en was actief als natuurgids.

## Politiek en beleid
Hij was van 1995 tot 1999 medewerker op het Kabinet van de opeenvolgende ministers van Binnenlandse Zaken Johan Vande Lanotte, Louis Tobback en Luc Van den Bossche. Vervolgens zetelde Bossu van juni tot december 1999 in het Europees Parlement voor de fractie van de Partij van de Europese Sociaaldemocraten. Hij nam reeds na zes maanden ontslag uit deze functie omdat hij er niet kon aarden. In het Europees Parlement was hij lid van de commissie Cultuur, Jeugd, Onderwijs, Sport en Media.
Daarna was hij van 2000 tot 2003 attaché en van 2003 tot 2005 adviseur op het kabinet van minister van Begroting en Overheidsbedrijven Johan Vande Lanotte en van 2005 tot 2006 medewerker van sp.a-fractievoorzitter in de Senaat Myriam Vanlerberghe. Tussen 2006 en 2011 was hij coördinator van sociale tewerkstellingsprojecten in Oostende-Westhoek (vzw De Werkhoek) en het project van de Oosteroeverduinen in Oostende. Tevens zetelde hij in de politieraad van Zone Polder en de raad van bestuur van Westtoer. Na zijn periode bij vzw De Werkhoek was Bossu van 2011 tot 2014 adviseur op het kabinet van vice-eerste minister van Economie, Consumenten en Noordzee Johan Vande Lanotte. Van 2015 tot 2019 was hij adviseur op de studiedienst van sp.a voor onder meer natuur, landbouw en visserij, en coördineerde hij rond die thema's ook de parlementswerking in de Kamer van volksvertegenwoordigers en het Vlaams Parlement. In september 2019 ging hij aan de slag als coördinator bij Natuurpunt De Bron.
Van 2001 tot 2012 was hij gemeenteraadslid en van 2010 tot 2012 was hij schepen te Diksmuide, bevoegd voor leefmilieu, milieuvergunningen, cultuur, toerisme, archief en dierenwelzijn. In die periode lanceerde hij onder meer enkele natuurprojecten (zoals het 3 Mussenproject in het poldergebied van de Handzamevallei en het project Natuur in de scholen). Ook lanceerde hij een toeristisch-recreatief beleid met meer nadruk op natuur en landschap, en het actieplan voor het IJzerfront.
In zijn functie als schepen nodigde hij aartsbisschop André-Joseph Leonard uit naar Diksmuide te komen voor een open debat rond diens boek waarin controversiële uitspraken waren gedaan rond aids. Bij de verkiezingen van oktober 2012 raakte Bossu niet meer verkozen in de gemeenteraad van Diksmuide.

## Opinie en theater
Bossu schreef voor vele tijdschriften, vaak columns en opiniestukken. Bijdragen van zijn hand verschenen in Ticket, de Krant van West-Vlaanderen, UT., Indymedia, NieuwLinks, ZENO Magazine, DOEN Magazine, Escapade, Leefmilieu, Samenleving en Politiek, Digther, Argus Milieumagazine en Knack.
Hij is tevens (mede)auteur van diverse boeken en theaterstukken.

### Boeken
- Roep voor de Natuur (1992)
- Bokrijk voorbij, een pleitrede voor de Westhoek als Kwaliteitsmerk (1998)
- OK Westhoek (2000)
- De Vallei (2001)
- Mening – over duurzaamheid en kwetsbaarheid van de Westhoek tot de verdwenen Dodo (2003)
- Meandertalers – verhalen van rood en zwart (2004, met Danny Decaestecker)
- De Blankaart – Mensenwil, mensenwerk – een verhaal van mensen voor natuur (2011, met Guido Vandenbroucke)
- De IJzermonding... door de zeehond gered (2018)
- Lampernisse, het stille. Waar verleden en heden elkaar ontmoeten (2021)
- Nu we hier toch zijn' - gedichten. Met tekeningen van Johan Lowie (2022)

### Theaterstukken
- Suskewiet (kindertheaterstuk, met Danny Decaestecker)
- La Palma – Land van Belofte (met Henk Cnockaert)